# 能勢一幸
能勢 一幸（のせ かずゆき、1969年1月1日 - ）は、クイズ王、埼玉県庁職員。クイズサークル『ホノルルクラブ』『クイズ部』所属。

## 経歴・人物
埼玉県越谷市出身。血液型O型。
小学校5年時に『史上最大!第3回アメリカ横断ウルトラクイズ』を観たのがきっかけで、クイズに熱中するようになる。中学校2年時から本格的にクイズの勉強を開始し、一日7時間をクイズに費やす生活を送る。越谷市立平方中学校、海城高等学校（同校の同期に赤松健、先輩に徳光和夫らがいる）を経て入学した一橋大学経済学部でも、クイズ研究会に入会した。
東京の大手企業に内定したものの、自宅に近いことを理由として埼玉県庁の職員採用試験を受験・合格した。1991年に一橋大学を卒業して埼玉県庁職員となり、その後も多くのクイズ番組に出場した。そして1991年に『史上最大!第15回アメリカ横断ウルトラクイズ』（日本テレビ）で優勝した。このときの決勝戦の相手は同じ一橋大学クイズ研究会の後輩という因縁の対決で、優勝を果たした。
その後も『オールスター激突クイズ 当たってくだけろ!』（TBS）をはじめ、「クイズ王」としてテレビ出演することが最も多いクイズマニアである。また2001年には『クイズ$ミリオネア』（フジテレビ）で15問連続正解を達成し1000万円を獲得した。『パネルクイズ アタック25』（朝日放送）では3度出場しているものの優勝経験はない。
テレビのクイズ番組が少なくなった後も、インターネットで参加者を募って公民館でクイズ大会を開くなどして、クイズ活動を続けている。現在はさいたま市在住で、財団法人埼玉県公園緑地協会広報誌「PARKS」に「クイズ王に挑戦！」というコーナーを持ちクイズを出題したり、2007年からはさいたま市メールマガジン「知っ得！さいたま」で同じく「クイズ王に挑戦！」というコーナーを持ち、クイズの出題をしている 。
2011年8月20日に放送された『連続クイズ ホールドオン!』（NHK）にてNHK・民放全局のクイズ番組出演を果たした。この時は最終問題を深読みしすぎたため誤答しチャンピオンに敗北している。
就職後は、仕事も必死にやらなければ好きなクイズができなくなると考えており、クイズの勉強は主に週末行っている。仕事では、埼玉県企業局経理課や消防防災課、埼玉スタジアム2002勤務、埼玉県都市整備部公園課課付を経て、2007年埼玉県危機管理防災部危機管理課主査、2009年から埼玉県企画財政部交通政策課主査を、2012年からは埼玉県環境部環境政策課放射線対策担当主査を、2013年からは公立大学法人埼玉県立大学事務局教務担当部長（埼玉県保健医療部保健医療政策課課付）。2015年から企画財政部交通政策課主幹。
2012年より埼玉県主催のクイズイベント「埼玉クイズ王決定戦」にスタッフとして参加。大会内では出題される問題の監修を手がけているほか、一部では問題の問い読みを行っている。

## 主な出場番組（一般解答者として）
- 『アメリカ横断ウルトラクイズ』（日本テレビ）※第15回大会優勝
- 『FNS1億2000万人のクイズ王決定戦』（フジテレビ）※第1回・第2回グランドチャンピオン大会準優勝
- 『史上最強のクイズ王決定戦』（TBS）
- 『クイズ$ミリオネア』（フジテレビ）※1000万円獲得
- 『キング・オブ・クイズ』（BS日テレ）※優勝
- 『虎の門蘊蓄王決定戦スペシャル』（テレビ朝日）※優勝
- 『パネルクイズ アタック25』（朝日放送）
- 『iQバトル!20世紀』（フジテレビ721）
- 『天 (テレビ番組)』（TBS）
- 『クイズ王最強決定戦〜THE OPEN〜』（フジテレビ721）
- 『連続クイズ ホールドオン!』（NHK）
- 『頭脳の祭典!クイズ最強王者決定戦!!〜ワールド・クイズ・クラシック〜』（TBS）※第3ステージ進出
- 『THEクイズ神』（TBS）※準決勝進出(第2回)

## 主な出演番組（クイズ王として）
- 『オールスター激突クイズ 当たってくだけろ!』（TBS）
- 『ダウトをさがせ!』（TBS）※優勝
- 『さんまのなんでもダービー』（テレビ朝日）
- 『鉄人クイズ』（フジテレビ）
- 『ウッチャンナンチャンの炎のチャレンジャー』（テレビ朝日）
- 『スポーツ大忘年会』（日本テレビ）
- 『クエス・ファイブ』（テレビ東京）
- 『しりすぎちゃん』（日本テレビ）2009.6.13
- 『おぎやはぎのメガネびいき』（TBSラジオ）2011.12.15

## 著書
- 「能勢一幸のクイズ全書I（ウルトラクイズのレポート）」ISBN 4795814813（情報センター出版局 1993年10月）
- 「能勢一幸のクイズ全書II」ISBN 4795814716（情報センター出版局 1994年11月）